# Thunbergia batjanensis
Thunbergia batjanensis är en akantusväxtart som beskrevs av Cornelis Eliza Bertus Bremekamp. Thunbergia batjanensis ingår i släktet thunbergior, och familjen akantusväxter. Inga underarter finns listade i Catalogue of Life.